# Station Jedlová
Het Station Jedlová (tot 1918: Tannenberg, 1919-1938: Jedlová/Tannenberg, 1938-1945: Tollenstein) is een spoorwegstation in het noorden van Tsjechië in de gemeente Jiřetín pod Jedlovou. Het is een knooppunt van de spoorlijnen Bakov nad Jizerou - Rumburk en Děčín - Varnsdorf. Het station ligt niet in of bij een nederzetting; het dichtstbijzijnde dorp is het zes kilometer noordelijker liggende Jiřetín pod Jedlovou. Jedlová ligt midden in de bossen van het Lausitzgebergte op een hoogte van 544 meter.
Het station werd op 16 januari 1869 geopend. De naam is afgeleid van de nabijgelegen berg Jedlová.